# 金沢市立工業高等学校
金沢市立工業高等学校（かなざわしりつ こうぎょうこうとうがっこう、英: Kanazawa Municipal Technical High School）石川県金沢市畝田東にある市立の工業高等学校。通称は石川県立工業高等学校の「県工」に対し、「しりこう」『市立（しりつ）工業（こうぎょう）から』と呼ばれることが多く、地元では校名を「金市工（きんしこう）」と表記されることが多い。石川県立工業高等学校と共に校名表記が無い珍しい学校である。

## 設置学科
- 機械科（M）
- 電気科（E）
- 電子情報科（R）
- 建築科（A）
- 土木科（C）

## 概要
2012年（平成24年）度に新校舎が完成した。金沢市設置の唯一の工業高校であり、「ものづくりコンテスト」への出場や「2級、3級の技能検定」の取得など、資格取得の活動が盛んである。全国的にも2級技能検定を高校生で取得させることは難しく、地域からの高い評価を受けている。教育理念(詳細下記)は「金沢市及び地域産業の発展に貢献する」ことを目的としていることから、地域産業のニーズにあった教育が展開されている。生徒指導について高い評価を得ており、生徒の通学の「傘さしゼロ運動」や「挨拶運動」など実施している。部活動も盛んであり、相撲、水球、吹奏楽などで全国大会入賞をする実績がある。石川県庁や石川県立金沢西高等学校の近くに所在する。
1.教育理念
　金沢市立工業高等学校は、金沢市及び地域産業の発展に貢献するために、質実剛健にして勤勉進取の気概を備えた有為なる人材を育成する。
2.校訓
(１)　高い教養と優れた技能を
(２)　責任ある言動と協調の精神を
(３)　勤労の喜びと健全な心身を
3.教育方針
(１)　「ものづくり」の感性と工業の基礎・基本を身に着けた創造性豊かな人材を育成する。
(２)　部活動、生徒会活動、学校行事への積極的な参加を通じて、豊かな人間性や自主・自立の精神、ルール・マナーを守る人材を育成する。
(３)　実習や課題研究を通して、働くことの意義や喜びを実感するとともに、社会の動きに関心を持つ人材を育成する。

## 沿革
- 1928年（昭和3年）
  - 4月1日 - 金沢市立工業学校が金沢市小将町高等小学校内で開校。
  - 5月25日 - 開校式（以後、この日をもって開校記念日と定める）。
- 1930年（昭和5年）8月25日 - 本館新築落成につき移転。
- 1934年（昭和9年）9月1日 - 中等学校卒業を入学資格とする専修科を併設。
- 1935年（昭和10年）3月26日 - 専修科を第二部と改称。
- 1938年（昭和13年）4月11日 - 第二本科（夜間授業）新設。
- 1942年（昭和17年）3月3日 - 第二部廃止。
- 1944年（昭和19年）4月1日 - 校名を金沢市立第一工業学校と変更。
- 1945年（昭和20年）4月1日 - 第二本科を専修科と改称。
- 1948年（昭和23年）4月1日 - 金沢市立工業高等学校（機械・電気・建築・土木課程：本科第一部）を設置。専修科を廃止し、本科第二部（機械・電気・建築課程：定時制夜間授業）併設。金沢市立第二工業学校廃止に伴い同校生徒を編入。
- 1949年（昭和24年）4月1日 - 本科第一部に家庭課程新設。
- 1959年（昭和34年）4月1日 - 本科第一部に電子課程新設。
- 1963年（昭和38年）
  - 4月1日 - 本科第一部に精密機械科新設し、家庭科を募集停止。
  - 12月25日 - 金沢市畝田町に新校舎竣工、移転。
- 1968年（昭和43年）10月5日 - 創立40周年記念図書館竣工。
- 1978年（昭和53年）9月26日 - 創立50周年記念同窓会館竣工。
- 1979年（昭和54年）4月1日 - 設備工業コース新設。
- 1986年（昭和61年）12月12日 - 特別教育活動学習棟竣工。
- 1987年（昭和62年）11月15日 - CAI教室開設。
- 1989年（平成元年）
  - 4月1日 - 本科第一部に電子機械科と情報科を新設。
  - 12月20日 - 情報教育実習棟竣工。
- 1994年（平成6年）4月1日 - 第一実習棟改築竣工。
- 1995年（平成7年）4月1日 - 精密機械科募集停止。
- 1996年（平成8年）11月11日 - 校内LAN完成。
- 1997年（平成9年）7月7日 - 屋内温水プール棟竣工。
- 2000年（平成12年）4月1日 - 機械科と電子機械科、電気科と電子科をくくり募集実施。
- 2001年（平成13年）4月1日 - 本科第一部に機械テクノロジー科と情報システム科を新設。
- 2003年（平成15年）4月1日 - 2学期制を導入。
- 2005年（平成17年）7月29日 - 新体育館竣工。
- 2008年（平成20年）
  - 4月1日 - 本科第一部の機械テクノロジー科を機械科、情報システム科を電気情報科に学科改編。
  - 7月30日 - 新第二実習棟竣工。
- 2009年（平成21年）3月‐専攻科廃止。
- 2010年（平成22年）12月1日 - 教室棟・管理棟竣工。
- 2011年（平成23年）3月31日 - 本科第二部（夜間定時制）閉校。
- 2012年（平成24年）4月1日 - 電気情報科を電気科と電子情報科に学科改編。
- 2013年（平成25年）3月24日 - 全館改築竣工。

## 校歌
- 校歌 - 作詞：鴻巣盛広、作曲：今井松雄
- 応援歌
  - 金工魂
  - 千古の鎮め - 「千古の鎮め」の元歌は軍歌の「歩兵の本領」である。
  - 野村が丘
  - 覇者の腕
  - 賛歌

## 学校行事
- 4月 - 始業式、入学式、定期健康診断、生徒会リーダー研修会
- 5月 - 遠足、1学期中間考査、3年生三者懇談、創立記念日、前期PTA総会、高校相撲金沢大会全校応援
- 6月 - 石川県高校総体・総文、北信越高校体育大会、高文連文化教室、学校周辺クリーン活動
- 7月 - 民間企業求人開始、1学期末考査、保護者懇談会
- 8月 - 全国高校総体、就業体験、全国ソーラーラジコンコンテスト 高校生ものづくりコンテスト 体験入学
- 9月 - 2学期始業式、石川県高校新人体育大会（前期）、ロボット相撲北信越大会、民間就職試験開始
- 10月 - 2学期中間考査、2年生修学旅行、金工祭（文化祭）、保護者懇談会、アイディアロボット石川県大会、金沢マラソンボランティア活動
- 11月 - 石川県高校新人体育大会（後期）
- 12月 - 2学期末考査、校内読書会、球技大会
- 1月 - 大学入試センター試験、3学期始業式
- 2月 - 3学期末考査、予餞会、後期PTA総会、推薦入試、公開課題研究発表会
- 3月 - 卒業式、球技大会、3学期終業式

## 部活動
相撲部、水球は毎年のように全国大会で入賞している。吹奏楽部は全日本吹奏楽コンクールに数回出場。測量部ではものづくりコンテストの全国優勝。電気技術部では高校生で全国初の2級技能検定合格など。野球部は第42回と第55回全国高校野球選手権大会に出場。
- 運動部 - サッカー、女子サッカー、野球、バレーボール、バスケットボール、ハンドボール[1]、テニス、バドミントン、卓球、水泳・水球、陸上競技、剣道、弓道、柔道、相撲、チアリーダー、新体操
- 文化部 - 生花、英語、茶道、写真、将棋、新聞、吹奏楽、美術、放送、マイクロコンピュータ、エレクトロニクス、PC検定、建築、メカトロニクス、和装、土木技術、電気技術
- 同好会 - 進学学習クラブ

## 所在地
〒920-0344 石川県金沢市畝田東一丁目1番地1

## アクセス
- 北鉄金沢バス、北陸鉄道「市立工業高校前」停留所
- 北鉄金沢バス「市立工業高校東口」停留所

## 著名な出身者
- 國見泰央 - プロボクサー
- 塚本勲 - 加賀電子代表取締役社長
- 出島武春 - 元大相撲力士（武蔵川部屋）
- 玉乃島新 - 元大相撲力士（片男波部屋）
- 丹蔵隆浩 - 元大相撲力士（阿武松部屋）
- 武誠山一成 - 元大相撲力士（武蔵川部屋）
- 舛ノ湖大明 - 元大相撲力士（千賀ノ浦部屋）
- 若八嶋泰成 - 元大相撲力士（松ヶ根部屋）
- 朝乃若樹 - 大相撲力士（高砂部屋）
- 朝志雄亮賀 - 大相撲力士（高砂部屋）
- 深井拓斗 - 大相撲力士（高砂部屋）[2][3]
- 東俊介 - 元ハンドボール選手
- 舛田圭太 - バドミントン選手
- 坂井一将 - バドミントン選手[4]
- 米沢外秋（金沢工業学校時代） - 元石川県議会議員、米沢電気工事創業者
- 馬淵良 - 元飛込み選手、1956年メルボルンオリンピック、1960年ローマオリンピック日本代表
- 作野広昭 - 石川県議会議員、元白山市長、元松任市議会議員